# Уест Пойнт
Вижте пояснителната страница за други значения на Уест Пойнт.
Уест Пойнт (на английски: West Point) е град в окръг Ориндж, щат Ню Йорк с население 6763 души (по данни от 2010 г.). Разположен е на десния бряг на река Хъдсън. Тук се намира Военната академия на САЩ.

## Известни личности
Родени в Уест Пойнт
- Гор Видал (1925 – 2012), писател

Други
- Едгар Алън По (1809 – 1849), писател, редактор и литературен критик
- Юлисис Грант (1822 – 1885), офицер и политик
- Дуайт Айзенхауер (1890 – 1969), офицер и политик